# Parabiose
L'expression parabiose (du grec para : « à côté de, sur » ; et bios : « vie ») est un terme désignant un système de relations entre deux espèces d'organismes (parabionte), dans lequel un seul des deux partenaires a un avantage, sans nuire à l'autre, dans une relation indifférente. En écologie, le terme est souvent utilisé pour le distinguer des relations symbiotiques et parasitaires. De ce fait, un seul partenaire bénéficie de la parabiose, tandis que la relation reste neutre pour l'autre. La parabiose est alors généralement synonyme de probiose ou de carpose.

## Description
La parabiose existe naturellement chez certaines espèces de poissons, par exemple, pour lesquels un mâle nain a grandi avec une femelle et est alimenté via le système circulatoire de cette dernière (poisson grenouille), mais peut également se produire comme un accident très rare du développement embryonnaire (jumeaux siamois) ou être induite artificiellement par connexion chirurgicale. C'est par exemple la situation de parabiose éthiquement controversée en expérimentation animale, dans laquelle deux organismes sont joints par chirurgie dans un but thérapeutique. L'objectif étant ici de favoriser la guérison d'une maladie, la régénération d'un tissu ou la fabrication d'un organe entier.

## Origine
En biologie et en médecine, la parabiose fut inventée en 1864 par le physiologiste Paul Bert pour évaluer la possibilité de partager un système circulatoire. Elle fut par la suite améliorée en 1933, pour augmenter la survie des animaux de laboratoire, par Eduardo Bunster et Roland K. Meyer.

## Exemple d'utilisation
La parabiose est un domaine de recherche avec pour objectif de lutter contre le vieillissement chez l'être humain. Elle fut mise sur le devant de la scène en 2005, à la suite de la publication dans la revue Nature des travaux du Dr Irina Canboy, immunologiste, et du neurologue américain Thomas Rando. Leurs travaux chez la souris, où des souris âgées étaient reliées à des souris jeunes par des lambeaux cutanés, avaient montré que le sang des souris jeunes avait permis d’augmenter la capacité de régénération et d’améliorer le fonctionnement des tissus des souris âgées. Le même effet avait également pu être mimé par l’injection de plasma jeune à une souris âgée.
Plusieurs personnalités de la Silicon Valley, comme le milliardaire Peter Thiel, cofondateur de PayPal, se sont montrées intéressées par la recherche sur la parabiose pour ses effets sur la ralentissement du vieillissement, voire le rajeunissement.

## Mentions dans la culture populaire
Dans le thriller "Opération Némésis\K"  (ISBN 979-1031013602), Christophe Corvaisier met en scène un usage criminel de la parabiose sur des enfants par un ex-apparatchik de l'État irakien.